# Poljski zlot
Poljski zlot (polski złoty [zuóti], oznaka zł, mednarodna koda PLN) je valuta in uradno plačilno sredstvo Poljske. Deli se na sto grošev (grosz).
Zadnja redenominacija zlota se je zgodila leta 1995. Kot članica Evropske unije je Poljska zavezana k sprejemu evra, vendar za vstop v ERM-II in uvedbo evra nima postavljenih nikakršnih rokov.
Aprila 2024 je referenčni tečaj znašal 1 € = 4,33 zł.

## Ime valute
Ime złoty je pridevnik in pomeni »zlati«, torej je izvor imena enak kot v nemščini in nizozemščini gulden in v angleščini guilder. Ime podenote grosz se izgovarja in pomeni groš.
V poljščini se złoty tudi sklanja kot pridevnik: 1 złoty, 2...4 złote, 10 złotych, 0,5 złotego. V slovenščini je zlot samostalnik in se sklanja kot tak: 10 zlotov, pol zlota.